# 비반 바테나

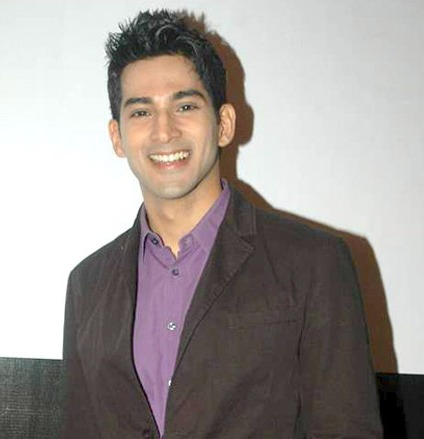

비반 바테나(Vivan Bhatena, 1978년 10월 28일 ~ )는 인도의 모델, 배우, 텔레비전 배우이다.
암리차르에서 태어났다.

## 영화
- 헤이트 스토리 4 (2018년)
- 람릴라 (2013년)
- 까르틱 콜링 까르틱 (2010년)
- 그 남자의 사랑법 (2008년)
- 화이팅! 인도 (2007년)